# 王智量
王智量（1928年6月—2023年1月2日），男，江苏江宁人，澳大利亚华人翻译家、作家，中国作家协会成员，中国共产党党员，中国民主同盟盟员，已经翻译俄文长篇小说30多部，荣获俄罗斯联邦政府颁发的奖章。毕业于北京大学俄文系。曾担任华东师范大学教授、博士生导师。

## 生平
1928年，王智量出生在陕西省汉中市，籍贯在江苏省江宁县。
1947年，王智量从汉中市考入北京大学俄文系，他遇到了自己的老师胡适、朱光潜。1952年，王智量从北京大学毕业，留校执教。
1954年，王智量被调入中国科学院文学研究所，他遇到了老师何其芳。
1958年，王智量被划分为“右派”，单位贴着他的大字报“王智量躺在棺材里，棺材盖上压着一本《叶甫盖尼·奥涅金》”。之后，王智量被下放到河北省太行山劳动改造。
1960年，王智量以右派的身份到上海市卖苦力挣钱吃饭，主要工作是在黄浦江边上扛木头、搬运钢板。
1977年，王智量被华东师范大学聘用为教师，生活出现转机。
1990年代初期，王智量跟着子女一起移民澳大利亚，之后去美国旅游。
2000年代，王智量回到上海市，落叶归根，与妻子（再婚）、外孙女住在一起，外孙女是妻子和前夫的女儿离婚之后领养来的。

## 奖项
1999年，俄罗斯联邦政府颁发“普希金纪念章”和“感谢状”。

## 著作

### 译著
- 《叶甫盖尼·奥涅金》（亚历山大·普希金）
- 《上尉的女儿》（亚历山大·普希金）
- 列夫·托尔斯泰. . 上海市: 华东师范大学出版社. 2013-08-01. ISBN 9787567507203.
- 伊万·屠格涅夫. . 上海市: 华东师范大学出版社. 2013-08-01. ISBN 9787567507159.
- 伊万·屠格涅夫. . 上海市: 华东师范大学出版社. 2013-08-01. ISBN 9787567506824.
- 米哈伊尔·莱蒙托夫. . 上海市: 华东师范大学出版社. 2013-08-01. ISBN 9787567507944.

### 专著
- 王智量. . 上海市: 华东师范大学出版社. 2013-08-01. ISBN 9787567507517.
- 王智量. . 上海市: 华东师范大学出版社. 2013-12-01. ISBN 9787567512627.
- 王智量. . 上海市: 华东师范大学出版社. 2013-11-01. ISBN 9787567511361.
- 王智量. . 南宁市: 广西师范大学出版社. 2013-08-01. ISBN 9787549538553.
- 王智量. . 上海市: 华东师范大学出版社. 2013-08-01. ISBN 9787567507142.
- 王智量. . 上海市: 华东师范大学出版社. 2013-08-01. ISBN 9787567507135.